# Premier League (dardos)
La Premier League de Dardos es un torneo de dardos que comenzó en 2005. El torneo en sus inicios contó con 7 jugadores, número que fue ampliado posteriormente a 10.
La competición tiene lugar en diferentes sedes, siendo disputada a lo largo de varios meses.
Desde su inicio es televisada por Sky Sports.

## Formato de competición
La competición se desarrolla en diferentes sedes, y a lo largo de distintos meses, disputándose una jornada en cada sede. 
En el 2005 se inició en formato liga, en la que cada semana se cruzaban los jugadores entre ellos. Al final de la primera vuelta se eliminaba el peor clasificado y se iniciaba una segunda vuelta. Los cuatro primeros se clasificaban para el playoff final, en el que se enfrentan en semifinales y final a un único partido.
De 2013 a 2018 se amplió la participación a diez jugadores y los eliminados al final de la primera vuelta pasarían a ser dos. Ya en 2019 debido a la baja de última hora de un jugador (Gary Anderson) se alteró el número de participantes a nueve jugadores y un décimo, que cada semana sería distinto.
Actualmente y desde 2022 se juega en formato por rondas con eliminación directa (tipo open). Los vencedores suman puntos en cada jornada, siendo reflejados en una clasificación donde se encuentran todos los participantes. Al final de la liga regular, los cuatro primeros disputan un playoff entre ellos, de donde sale el ganador final de la competición.

## Resultados
| Año  | Final                          | Final     | Final                       | Liga regular     | Liga regular               |
| Año  | Campeón                        | Resultado | Finalista                   | N.º de jugadores | Primero en la liga regular |
| ---- | ------------------------------ | --------- | --------------------------- | ---------------- | -------------------------- |
| 2005 | Phil Taylor (101.01)           | 16–4      | Colin Lloyd (97.20)         | 7                | Phil Taylor                |
| 2006 | Phil Taylor (101.41)           | 16–6      | Roland Scholten (92.01)     | 7                | Phil Taylor                |
| 2007 | Phil Taylor (99.20)            | 16–6      | Terry Jenkins (90.81)       | 8                | Phil Taylor                |
| 2008 | Phil Taylor (108.36)           | 16–8      | James Wade (100.14)         | 8                | Phil Taylor                |
| 2009 | James Wade (90.38)             | 13–8      | Mervyn King (85.83)         | 8                | Phil Taylor                |
| 2010 | Phil Taylor (111.67)           | 10–8      | James Wade (100.08)         | 8                | Phil Taylor                |
| 2011 | Gary Anderson (94.67)          | 10–4      | Adrian Lewis (85.75)        | 8                | Phil Taylor                |
| 2012 | Phil Taylor (97.08)            | 10–7      | Simon Whitlock (95.32)      | 8                | Phil Taylor                |
| 2013 | Michael van Gerwen (103.29)    | 10–8      | Phil Taylor (104.10)        | 10               | Michael van Gerwen         |
| 2014 | Raymond van Barneveld (101.93) | 10–6      | Michael van Gerwen (102.98) | 10               | Michael van Gerwen         |
| 2015 | Gary Anderson (104.85)         | 11–7      | Michael van Gerwen (105.81) | 10               | Michael van Gerwen         |
| 2016 | Michael van Gerwen (104.68)    | 11–3      | Phil Taylor (98.84)         | 10               | Michael van Gerwen         |
| 2017 | Michael van Gerwen (104.76)    | 11–10     | Peter Wright (101.06)       | 10               | Michael van Gerwen         |
| 2018 | Michael van Gerwen (112.37)    | 11–4      | Michael Smith (97.01)       | 10               | Michael van Gerwen         |
| 2019 | Michael van Gerwen (103.36)    | 11–5      | Rob Cross (100.98)          | 9                | Michael van Gerwen         |
| 2020 | Glen Durrant (91.84)           | 11–8      | Nathan Aspinall (92.15)     | 9                | Glen Durrant               |
| 2021 | Jonny Clayton (100.18)         | 11–5      | José de Sousa (100.53)      | 10               | Michael van Gerwen         |
| 2022 | Michael van Gerwen (99.10)     | 11–10     | Joe Cullen (99.36)          | 8                | Jonny Clayton              |
| 2023 | Michael van Gerwen (105.43)    | 11–5      | Gerwyn Price (99.50)        | 8                | Gerwyn Price               |

### Más campeonatos
| Jugador               | Títulos | Subcampeonatos | Año de los títulos                       |
| --------------------- | ------- | -------------- | ---------------------------------------- |
| Michael van Gerwen    | 7       | 2              | 2013, 2016, 2017, 2018, 2019, 2022, 2023 |
| Phil Taylor           | 6       | 2              | 2005, 2006, 2007, 2008, 2010, 2012       |
| Gary Anderson         | 2       | 0              | 2011, 2015                               |
| James Wade            | 1       | 2              | 2009                                     |
| Raymond van Barneveld | 1       | 0              | 2014                                     |
| Glen Durrant          | 1       | 0              | 2020                                     |
| Jonny Clayton         | 1       | 0              | 2021                                     |
| Luke Littler          | 1       | 0              | 2024                                     |